# Ida Pauline Zimmerli-Bäurlin

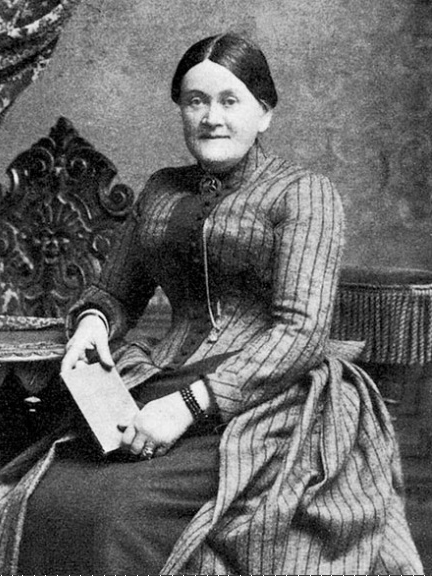
Ida Pauline Zimmerli-Bäurlin

Ida Pauline Zimmerli-Bäurlin, född 7 juli 1829 i Aarau, död 8 maj 1914 i Aarburg, var en schweizisk entreprenör. Hon är känd som uppfinnare av 2-nålars stickmaskin (1871).  Hon grundade med sin make företaget Zimmerli Textil AG, som hon övertog efter hans död 1874.